# Sukonatar
Sukonatar is een bestuurslaag in het regentschap Banyuwangi van de provincie Oost-Java, Indonesië. Sukonatar telt 4667 inwoners (volkstelling 2010).